# Francisco Tadeo Calomarde
Pour les articles homonymes, voir Calomarde.
 (février 2023).
Si vous disposez d'ouvrages ou d'articles de référence ou si vous connaissez des sites web de qualité traitant du thème abordé ici, merci de compléter l'article en donnant les références utiles à sa vérifiabilité et en les liant à la section « Notes et références ».
Francisco Tadeo Calomarde de Retascón y Arría, né à Villel (province de Teruel en Espagne) le 10 février 1773 et mort à Toulouse le 19 juin 1842, est un noble et homme d'État espagnol.
Duc de Sainte-Isabelle au royaume des Deux-Siciles, il est ministre de la Grâce et de la Justice (1823 - 1833) durant la Restauration absolutiste, exercice au cours duquel il entreprend d'importantes réformes. Il est membre d'honneur de la Real Academia de Bellas Artes de San Luis (26 avril 1828), chevalier de l'ordre de la Toison d'or (1809), de l'ordre de Charles III d'Espagne et de la Légion d'honneur.

## Biographie
Il était fils de laboureurs modestes mais reçut une éducation propre aux classes supérieures. Il démontra de grandes habilités en lettres et grammaire et on décidèrent de le faire étudier. Âgé de quinze ans il suivit les cours de droit et philosophie à l'université de Saragosse.  
Il réussit ses études et reçut finalement le titre d'avocat à l'Audience de Saragosse. À 27 ans il commença à écrire des discours et des rapports, à la manière de Juan Rico y Amat, dans le but de promouvoir l'agriculture et l'économie selon la philosophie des Lumières  alors en vogue en Espagne.
Il se rendit plus tard à Madrid pour se faire connaître à la Cour et essayer de s'enrichir. Il obtint une lettre  de recommandation d'un de ses amis pour Antonio Beltrán, médecin aragonais de Manuel Godoy, homme de confiance du roi Charles IV. Il s'installa chez ce dernier et fit la cour à sa fille, Juana Beltrán, ce qui favorisa son entrée à la Cour. Beltrán obtint pour son futur gendre, en guise de cadeau de noces, une charge importante au secrétariat de Grâce et Justice des Indes. Calomarde ne s'acquitta toutefois pas de sa promesse et reporta indéfiniment la noce. Beltrán se plaignit auprès de Godoy, qui fit pression sur Calomarde et lui obligea de choisir entre la prison et le mariage, si bien que la noce eut finalement lieu en 1808.
Mais le 19 mars de la même année éclata le soulèvement d'Aranjuez, qui entraîna la chute de Godoy, l'abdication du roi Charles IV, et l'arrivée au pouvoir de Ferdinand VII. Calomarde se sépara définitivement de Juana Beltrán. Celle-ci se retira à Saragosse, où elle mourut après de longues années, le laissant héritier de son maigre patrimoine.
Loin de suivre le sort de son protecteur Godoy, Calomarde resta en Espagne, opposé à l'occupation française et ferme défenseur d'une conception traditionnelle et absolutiste du pouvoir. Aux Cortes de Cadix, il manifesta son opposition aux tendances libérales. Au retour de Ferdinand VII, il occupa différents postes importants dans l'administration judiciaire. Il fut nommé secrétaire perpétuel de l'ordre d'Isabelle la Catholique récemment fondée et secrétaire de la chambre de Castille.
Toutefois, avec l'arrivée du Triennat libéral, il passa momentanément au second plan. Le roi dut prêter serment sur la Constitution et Calomarde, haï par les libéraux, resta à Pampelune jusqu'en 1822, où il revient à Madrid et resta reclus, cachant même sa présence de ses propres amis. Avec l'arrivée de l'expédition d'Espagne le 23 mai 1823, les conseils de Castille et des Indes votèrent la mise en place d'une régence et Calomarde fut nommé secrétaire de cette dernière. 
À l'arrivée du roi à Madrid, il quitte ce poste pour celui de ministre de la Grace et de la Justice, devenant ainsi le bras droit du monarque, sur lequel il garda toujours une grande influence. À cette époque deux partis se disputaient la faveur du monarque : un secteur royaliste modéré, mené par Francisco Cea Bermúdez, et un autre ultra-royaliste, mené par Calomarde. Sa politique éducative l'amena à promulguer le Plan général d'études du royaume (Plan General de Estudios del Reino) le 14 octobre 1824, qui transformait radicalement l'enseignement universitaire précédemment modifié au cours du Triennat et sous l'influence des idées de Napoléon. Une bonne partie des études scientifiques furent supprimées en faveur du Droit et de la théologie. Des écoles de tauromachie furent créées. En 1825 il mit en place des réformes similaires dans l'enseignement primaire.
Du 8 au 20 janvier 1832 il fut premier secrétaire d'État (équivalent de premier ministre).
Au cours de la première guerre carliste opposant Charles de Bourbon et Isabelle II, il se montra un défenseur inflexible de la loi salique et soutint le premier. Il conspira activement et obtint en 1832 que le roi gravement malade signe un décret dérogeant la Pragmatique sanction de 1789, publiée en 1830, remettant ainsi en vigueur la loi salique. Avec l'amélioration de l'état de santé du roi, le nouveau gouvernement dirigé par Cea Bermúdez rétablit la pragmatique, annulant le testament antérieur et légitimant Isabelle en tant qu'héritère du trône. Calomarde fut exilé sur ses terres de la région de Teruel. Lorsque fut ordonnée son arrestation il s'enfuit à Rome. Après le rejet de son soutien par Charles, il s'installa à Toulouse, où il vint en aide à de nombreux exilés espagnols.
À sa mort il reçut de grands hommages du gouvernement français. Il est enterré à Olba, près de Teruel.
Il fut par la suite évoqué par divers écrivains, dont Galdós, généralement présenté sous un versant négatif.